# De koperen tuin (roman)
De koperen tuin is een roman van de Nederlandse schrijver Simon Vestdijk die zich afspeelt in de eerste helft van de 20e eeuw. Het boek werd geschreven in augustus en september 1949 en in 1950 uitgegeven door Nijgh & Van Ditmar. De tuin uit de titel en waar een deel van het verhaal zich afspeelt, is waarschijnlijk de huidige Prinsentuin in Leeuwarden.
In het boek behandelt Vestdijk uitgebreid een uitvoering van de opera Carmen van Bizet.

## Verhaal
Het verhaal speelt zich af in W..., waar Vestdijk waarschijnlijk Leeuwarden mee bedoelt. Wanneer Nol op achtjarige leeftijd in de stadstuin komt met zijn moeder, is er veel blaasmuziek afkomstig van een orkest. Nol danst op deze muziek met de dochter van Cuperus, de dirigent. Hij krijgt later zelf pianolessen van deze dirigent, waarvan de didactische en muzikale kwaliteiten achteruit zijn gegaan door drankmisbruik dat weer een gevolg is van een slecht verlopen opvoering die hij leidde. De liefde tussen Cuperus' dochter en Nol ontwikkelt zich in het verloop van het verhaal. Uiteindelijk komen zowel de moeder van Nol als zijn vriendin Trix te overlijden.

## Verfilming
Het boek werd in 1975, als eerste roman van Vestdijk, verfilmd. Dit gebeurde in de vorm van een televisieserie van de NCRV onder regie van Bob Löwenstein, naar een scenario van Yvonne Keuls.